# Jack y la Mecánica del Corazón (Película)
Jack y la Mecánica del Corazón (en francés: Jack et la mécanique du coeur) es una película francesa de animación, fantasía, drama y musical, estrenada en el año 2014. La película dura 94 minutos. Fue dirigida por Stéphane Berla y Mathias Malzieu. El guion fue creado por Mathias Malzieu (escritor, director de cine y cantante), quien escribió en 2007 la novela La mecánica del corazón (en francés, La mecánique du coeur) en la que se basa la película. La banda sonora de la película fue compuesta por el grupo Dionysos, del que forma parte el escritor de la novela Mathias Malzieu. La fotografía y el reparto ha sido realizado por la empresa Animation. La película ha sido producida por las empresas Duran Duboi, EuropaCorp y France 3 Cinéma. En 2014 recibió el Premio César al mejor film de animación y el Premio del Cine Europeo al mejor largometraje de animación.

## Sinopsis
En 1874, en Edimburgo, Jack nació en la más fría noche de invierno. Como consecuencia su corazón se congeló. Su comadrona, Madeleine, crea un aparato especial cuya base de funcionamiento es un reloj y se lo coloca a Jack en lugar de su corazón, pero debe tener mucho cuidado ya que si toca las agujas del reloj, no domina su ira o se enamora, su "corazón" dejará de funcionar.
Todo funciona bien hasta que Jack conoce a Miss Acacia, una niña que se dedica a cantar en las calles de la ciudad. Jack, arriesgándose, sigue a la niña, adentrándose en un viaje por Europa lleno de grandes aventuras, donde Jack aprenderá a conocer a los demás, y también a él mismo.